# Knodus delta
Knodus delta är en fiskart som beskrevs av Jacques Géry 1972. Knodus delta ingår i släktet Knodus och familjen Characidae. Inga underarter finns listade i Catalogue of Life.